# Aspö, Vetlanda kommun
Aspö är en ort öster om Holsbybrunn i Alseda socken i Vetlanda kommun. Den tätast befolkade delen av området ligger längs med riksväg 47. I norra delen av orten ligger Aspödammen med ett kraftverk i Emån. 
I samband med småortsavgränsningen år 2000, avgränsades en småort i området, den upplöstes 2010.